# Церква Різдва Пресвятої Богородиці (Делятин)
Церква Різдва Пресвятої Богородиці (Делятин) — дерев'яна гуцульська церква в смт. Делятин Івано-Франківської області, Україна, пам'ятка архітектури національного значення.

## Історія
Церква розташована в західній частині села (віртуальне зображення [Архівовано 5 червня 2021 у Wayback Machine.]), датована 1782 - 1785 роками (за іншими даними 1620 роком), коли вона була перенесена на нинішнє місце з урочища Посіч. Церква була розширена в 1894 і 1902, 1911-1912 роках.  У радянський період церква  охоронялась як пам'ятка архітектури Української РСР (№ 236). У 1967 році в радянської влади були плани перетворити храм на музей природи Карпат, проте вони не були реалізовані. Використовується громадою УГКЦ (парох — о. Богдан Іванюк (з 1991 року), сотрудники: о. Петро Голіней (з 1998 року), о. Василь Юсько).

## Архітектура
Церква хрестоподібна з центральним зрубом нави та боковими раменами в яких розташовані входи. Ще один вхід розташований в бабинці  До вівтаря прибудовані ризниці та захристія. Вікна в храмі пластикові. Обсяг зруб бабинця перевищує наву на восьмигранній основі якої розташована баня грушоподібного типу. Бокові зруби рамен перекриті двоскатними дахами. Біля лівої сторони нави розташований дерев’яний різьблений престол Святого Миколая, а  біля правої розташовано престол святих Костянтина і Олени. Різьба престолів орнаментами в гуцульському стилі здійснена різьбярем Василем Турчиняком. Церковний іконостас, має поліхромну різьбу і розписаний темперно-олійним живописом. Стіни церкви розписані живописом кінця XIX початку XX ст.

## Дзвіниця
Дерев'яна дзвіниця, яка входить до складу пам'ятки датована 1785 роком, структурно квадратна, двоярусна (перший ярус зі зрубу, а другий каркасного типу), перекрита шатровим дахом та опасанням на вінцях зрубів. Другий ярус сформований аркадою.